# Costa Mediterranea
Costa Mediterranea — итальянское круизное судно, построенное в 2003 году на Новой верфи в Хельсинки и являющееся судном-близнецом Costa Atlantica.  
Costa Mediterranea явилась первым судном, которое 10 сентября 2008 года принял морской пассажирский терминал в Санкт-Петербурге.

## Однотипные суда
- Costa Atlantica
- Carnival Spirit
- Carnival Pride
- Carnival Legend
- Carnival Miracle